# Лаки (град)
Лаки (буг. Лъки) град је у Републици Бугарској, у јужном делу земље, седиште истоимене општине Лаки у оквиру Пловдивске области.

## Географија
Положај: Лаки се налази у јужном делу Бугарске. Од престонице Софије град је удаљен 200 km југоисточно, а од обласног средишта, Пловдива град је удаљен 50 km јужно.
Рељеф: Област Лакија се налази у бугарском делу Тракије, у планинској области Родопа. Град се сместио у узаној долини, изнад које се стрмо издижу планине.
Клима: Клима у Лакију је оштра континентална због знатне надморске висине.
Воде: Кроз Лаки протиче низ мањих водотока, притока реке Марице.

## Историја
Област Лакија је првобитно било насељено Трачанима, а после њих овом облашћу владају стари Рим и Византија. Јужни Словени ово подручје насељавају у 7. веку. Од 9. века до 1373. године област је била у саставу средњовековне Бугарске.
Крајем 14. века област Лакија је пала под власт Османлија, који владају облашћу 5 векова.
1885. године град је постао део савремене бугарске државе. Насеље постоје убрзо средиште окупљања за села у околини, са више јавних установа и трговиштем.

## Становништво
По проценама из 2010. године Лаки је имао око 2.500 становника. Огромна већина градског становништва су етнички Бугари. Остатак су махом Роми. Последњих деценија град губи становништво због удаљености од главних токова развоја у земљи.
Већинска вероисповест у граду је православље, а мањинска ислам.

## Познати
- Росица Пејчева, певачица